# ゴールドフラップ
ゴールドフラップ（Goldfrapp）は、ボーカルのアリソン・ゴールドフラップとコンポーサーのウィル・グレゴリーの2人によるグラムロック、エレクトロクラッシュ、エレクトロニカ等クラブミュージックを主に扱うデュオ。
ファースト・アルバム『フェルト・マウンテン』がイギリスで10万枚を越すセールスを記録。ポーティスヘッドの再来と噂され、ポップミュージックながらコアな音楽ファンや手厳しい音楽批評雑誌からも高い評価を得る。
セカンド・アルバム『ブラック・チェリー』以降、ダンス・ミュージックに近いエレクトロクラッシュに転向。ファンの意見は様々だったが、ヨーロッパのみならず、アメリカやオーストラリアでもヒット。マドンナが「今一番注目しているアーティスト」と発言するなど、世界的にその地位を獲得してきている。

## 経歴
イギリスのバースで生まれたアリソン・ゴールドフラップ (Allison Elizabeth Margaret Goldfrapp)は、女子修道院で堅苦しい子供時代を送る。日々の退屈から逃れるために、電車でロンドンまで出かけては都会の喧騒に刺激を受ける。15歳の頃、ヒッピーがケイト・ブッシュを聴きながらドラッグを使用していたのを見て衝撃を受けた。後に、アリソン自らもケイトの「Hounds Of Love」を聴きながらドラッグを使用していたことを告白している。その後、気づいた時には、ベルギーのコンテンポラリー・ダンス集団に所属することになり、人前でパフォーマンスすることの面白さを初めて体感した。
ミドルエセックス大学に進学し、美術を専攻していた彼女は、インスタレーション作品を作る研究の一環として音楽を制作し始める。その才能に気づいた友人のトリッキーが彼女を誘い、トリッキーのデビュー・アルバムにボーカリストとして起用。その後も、オービタルやトリッキーの作品にボーカリストとして参加。最終的に現在のメンバーであるウィルと出会う。
ちなみに彼女は、デビュー当時から正式な生年月日を公表せずに活動を続けてきたが、2006年のQ Magazineによるインタビューで、37歳(1966/5/13生まれ)だと告白した。
一方、コンポーザーのウィル・グレゴリー (ウィリアム・グレゴリー / William Owen "Will" Gregory)は、ブリストル出身で、コーラスの仕事をしていた母親の影響か、幼少時代から音楽を聴いて育つ。ロンドンの音楽学校を卒業後、サックス奏者としてサンフランシスコに移住。映画『ザ・フーリガン』などのサウンドトラックを手がける。英国に帰国後、1980年代はティアーズ・フォー・フィアーズのツアー・メンバーとして活動。1990年代以降は、ザ・キュアー、トーリ・エイモス、ポーティスヘッド、ピーター・ガブリエルなどのアルバムに参加し、演奏者・アレンジャーとして活躍した。
その名が知られるようになって来た頃、友人からアリソンの「ヒューマン」のデモテープを聴かせてもらう。アリソンの歌声に惚れ込んだウィルは彼女に直接交渉し、ゴールドフラップを結成。作曲に加えて、サックスよりもキーボードの演奏とプロデュース・ワークに重点を置くようになる。
1999年にミュート・レコードと契約し、2000年にポーティスヘッドのギタリスト、エイドリアン・アトリーを迎えて製作したシングル「ラヴリー・ヘッド」でデビュー。同年発売した『フェルト・マウンテン』が10万枚を越すセールスを記録し、その年のマーキューリー・プライズにもノミネートされた。
この『フェルト・マウンテン』発売後のライブツアーでアリソンは「とても張りつめた雰囲気の中で生まれる繊細な音楽もいいのだけど、物を思いっきり破壊したり爆発したりするようなライブパフォーマンスのほうが開放感を得ることができた」と語った。
続くセカンドアルバム『ブラック・チェリー』は前作から一変、1980年代のディスコ・サウンドを彷彿とさせる様で歌詞もセクシーなダンスナンバーとなった。
このアルバムリリース後、2003年のフジ・ロック・フェスティバルで初来日を果たす。
2005年リリースの『スーパーネイチャー』は話題を集め、アメリカやオーストラリアのセールスチャートベスト5に食い込むほどの人気（日本では未だヒットしていない）。シングル収録のリミックスに、アイスランドのムームを起用するなど驚きを与えた。

## ディスコグラフィ

### アルバム
| 年                                        | タイトル                           | アルバム詳細                                                                                           | チャート最高位 | チャート最高位 | チャート最高位 | チャート最高位 | チャート最高位 | チャート最高位 | チャート最高位 | チャート最高位 | チャート最高位 | チャート最高位 | 認定                           |
| 年                                        | タイトル                           | アルバム詳細                                                                                           | UK             | AUS            | AUT            | BEL            | FRA            | GER            | IRE            | NZ             | SWI            | US             | 認定                           |
| ----------------------------------------- | ---------------------------------- | --- | -------------- | -------------- | -------------- | -------------- | -------------- | -------------- | -------------- | -------------- | -------------- | -------------- | ------------------------------ |
| 2000                                      | フェルト・マウンテン Felt Mountain | - 発売日: 2000年9月11日 - レーベル: Mute - フォーマット: CD, LP, digital download - 全英売上: 17.7万枚 | 57             | 44             | 44             | —              | 48             | 36             | —              | —              | 98             | —              | - UK: ゴールド                 |
| 2003                                      | ブラック・チェリー Black Cherry    | - 発売日: 2003年4月23日 - レーベル: Mute - フォーマット: CD, LP, digital download - 全英売上: 25.6万枚 | 19             | 71             | —              | 46             | 45             | 25             | 30             | —              | 41             | —              | - UK: プラチナ                 |
| 2005                                      | スーパーネイチャー Supernature     | - 発売日: 2005年8月17日 - レーベル: Mute - フォーマット: CD, LP, digital download - 全英売上: 50万枚   | 2              | 23             | 33             | 16             | 43             | 26             | 9              | 35             | 29             | 138            | - UK: プラチナ - IRE: ゴールド |
| 2008                                      | セヴンス・ツリー Seventh Tree      | - 発売日: 2008年2月22日 - レーベル: Mute - フォーマット: CD, LP, digital download - 全英売上: 20万枚   | 2              | 11             | 37             | 10             | 37             | 21             | 9              | 39             | 11             | 48             | - UK: ゴールド                 |
| 2010                                      | Head First                         | - 発売日: 2010年3月19日 - レーベル: Mute - フォーマット: CD, LP, digital download - 全英売上: 7万枚    | 6              | 14             | 33             | 35             | 70             | 28             | 17             | 18             | 14             | 45             | - UK: シルバー                 |
| 2013                                      | テイルズ・オヴ・アス Tales of Us   | - 発売日: 2013年9月6日 - レーベル: Mute - フォーマット: CD, LP, digital download - 全英売上: 1.3万枚   | 4              | 15             | 24             | 6              | 33             | 9              | 15             | —              | 8              | 75             | - UK: シルバー                 |
| 2017                                      | シルヴァー・アイ Silver Eye        | - 発売日: 2017年3月31日 - レーベル: Mute - フォーマット: CD, LP, digital download                      | 6              | —              | —              | 25             | —              | 31             | 19             | —              | —              | —              |                                |
| "—"は未発売またはチャート圏外を意味する。 |                                    | |                |                |                |                |                |                |                |                |                |                |                                |

### DVD
- Wonderful Electric (2006年、Mute)

※過去に同タイトルで発売されたライブDVDを南アメリカ用に2006年に再発。輸入盤扱いだが、ドキュメンタリー映像には日本語を始めとした様々な言語の字幕を選択できる。

## 備考

### 映画音楽
- 2002年 『デーモンラヴァー』（「Lovely Head」が使用されている）
- 2004年 『恋のミニスカウエポン』
- 2004年 『ナインソングス』（「Horse Tears」が使用されている）
- 2004年 『My Summer of Love』
- 2006年 『マイアミ・バイス』 (「Strict Machine」が使用されている）

### TVドラマ
- 2004年- 「Lの世界 シーズン4」にてパフォーマンスを披露している。参照：
- 2004年- 「Dr.HOUSE シーズン2」エピソード7にて「Crystaline Green」がBGMにアリソン・キャメロン女医のシーンで使われた。（シンガーと同じ名前）
- 2005年- 「NCIS 〜ネイビー犯罪捜査班 シーズン3」"Thew Voyeur's Web"冒頭のBGMで「Ooh La La」。
- 2006年- 「NCIS 〜ネイビー犯罪捜査班 シーズン4」エピソード3"Singled Out"冒頭のBGMで「Strict Machine」。

### その他
- 1998年 『ローズランド NYC LIVE』　ポーティスヘッドのライブツアーCD・DVDにて。コンポーサーのウィルがサックスで参加。ビデオ版ではその映像でもウィルの姿を確認できる。
- 2007年 マイクロソフトから発売されているXbox 360用レーシングシミュレータゲーム『Forza Motorsport 2』（フォルツァ モータースポーツ 2）のBGMで唯一、3曲を歌う歌手。(Goldfrapp: Slide In, Goldfrapp: Beautiful, Orbital Nothing Left)